# Завала Сергій Іванович
Сергі́й Іва́нович Зава́ла (нар. 13 серпня 1983 — 29 квітня 2016) — солдат Збройних сил України, учасник російсько-української війни.

## Життєпис
Народився 1983 року в селі Вінницькі Хутори (Вінницький район), де 1999 року закінчив загальноосвітню школу. Пройшов строкову військову службу в лавах ЗСУ. Створив родину, проживав у Вінницьких Хуторах.
Мобілізований 8 липня 2015 року; солдат, кулеметник 128-ї окремої гірсько-піхотної бригади. Брав участь у бойових діях.
29 квітня 2016 року загинув в часі мінометного обстрілу терористами опорного пункту ЗСУ біля Невельського. Сергій з побратимом вийшов з бліндажу на перекур близько 18:35, розпочався ворожий обстріл, поряд з бійцями розірвалася міна, Сергій зазнав численних осколкових поранень грудної клітини, помер на місці.
6 травня 2016 року похований в селі Вінницькі Хутори Вінницького району.
Без Сергія лишилися батьки, двоє братів, сестра, дружина, донька 2009 р.н.

## Нагороди та вшанування
- указом Президента України № 522/2016 від 25 листопада 2016 року «за особисту мужність і високий професіоналізм, виявлені у захисті державного суверенітету та територіальної цілісності України, вірність військовій присязі» — нагороджений орденом «За мужність» III ступеня (посмертно)[1]
- у Вінниці відкрито Пам'ятний знак на честь вінничан — Героїв Небесної сотні та загиблих героїв АТО, на ньому викарбуване й ім'я Сергія
- 1 вересня 2017 року у Вінницько-Хутірській ЗОШ відкрито меморіальну дошку Сергію Завалі.